# Alcyonium elegans
Alcyonium elegans is een zachte koraalsoort uit de familie Alcyoniidae. De koraalsoort komt uit het geslacht Alcyonium. Alcyonium elegans werd in 1902 voor het eerst wetenschappelijk beschreven door Kukenthal. 